# Kościół św. Trójcy i Matki Boskiej w Twardogórze
Kościół świętej Trójcy i Matki Boskiej – nieużytkowana świątynia ewangelicka znajdująca się w mieście Twardogóra w województwie dolnośląskim.
Kościół został wybudowany w latach 1877–1879. Pracami budowlanymi kierował cieśla H. Dresyer. W 1 połowie XX wieku został przebudowany. W latach 70 XX wieku został gruntownie wyremontowany. Jest nazywany Małym lub Polskim.
Jest to budowla szachulcowa, posiadająca jedną nawę oraz konstrukcję słupowo – ramową. Kościół jest orientowany i reprezentuje styl neogotycki. Prezbiterium świątyni jest mniejsze od nawy i jest zamknięte prostokątnie, z boku znajduje się zakrystia. Kościół jest nakryty dachem dwukalenicowym, złożonym z dachówki. Świątynia posiada małą kwadratową wieżę od frontu, umieszczoną na nawie. Jest ona zwieńczona dachem namiotowym posiadającym barokowy metalowy hełm z latarnią. We wnętrzu znajdują się drewniane empory podparte filarami. Nawę oddziela od prezbiterium ozdobny ostrołuk tęczy wycięty z desek. Ołtarz w stylu barokowym i ambona pochodzą z 1746 roku. Epitafium w stylu barokowym rodziny Jakisch z około 1680 roku znajduje się na ścianie prezbiterium. Świątynia posiada także kryptę rodziny von Kockritz.